# 61 Virginis
61 Virginis (abgekürzt 61 Vir) ist ein Gelber Zwerg (Spektralklasse G7V) in 27,9 Lichtjahren Entfernung von der Sonne im Sternbild Jungfrau. Der Stern besitzt etwas weniger Masse als die Sonne (Spektralklasse G2V) und seine Zusammensetzung ist nahezu identisch mit ihr.
61 Virginis war 2009 der erste der Sonne sehr ähnliche Stern, um den möglicherweise eine Supererde als planetarer Begleiter nachgewiesen werden konnte, nach CoRoT-7, der allerdings der Spektralklasse K angehört. Insgesamt sind drei Exoplaneten um 61 Virginis bekannt.

## Eigenschaften
61 Virginis ist ein Hauptreihenstern der Spektralklasse G und erscheint am Himmel als Stern 5. Größe. Trotz seiner Lichtschwäche kann er mit dem bloßen Auge gesehen werden, und zwar südöstlich des hellen Sterns Spica im Tierkreissternbild Jungfrau. Die Bezeichnung „61 Virginis“ stammt aus dem 1712 veröffentlichten Sternkatalog Historia coelestis Britannica des englischen Astronomen John Flamsteed (→ Flamsteed-Bezeichnung). 1835 bemerkte Francis Baily, dass der Stern eine Eigenbewegung aufwies. Hierdurch wurde 61 Virginis für Untersuchungen der Parallaxe interessant, und bis 1950 wurde ein Jahresmittelwert von 0,006″ ermittelt. Der heutige Wert für die Parallaxe ist 116,89 mas, basierend auf den Messungen des Satelliten Hipparcos, was eine Entfernung von 27,9 Lichtjahren von der Sonne ergibt.
61 Virginis ist physikalisch der Sonne ähnlich. Er weist rund 95 % der Sonnenmasse auf, 98 % des Sonnenradius, und 85 % der Leuchtkraft der Sonne. Die Häufigkeit bestimmter Elemente ist ebenfalls ähnlich wie bei der Sonne. 61 Virginis hat schätzungsweise 95 % des Anteils der Sonne an anderen Elementen als Wasserstoff oder Helium. Mit etwa 6,1 bis 6,6 Milliarden Jahren ist der Stern älter als die Sonne und rotiert mit einer projizierten Geschwindigkeit von 4 km/s am Äquator. Er weist durchschnittlich nur eine geringe Aktivität in seiner Chromosphäre auf und befindet sich möglicherweise in einer Phase vergleichbar dem Maunderminimum. Andererseits wurde 61 Virginis im Jahr 1988 als vermutlich veränderlich eingestuft, sowie zwischen dem 29. November 2008 und dem 23. Januar 2010 ein Aktivitätsausbruch beobachtet.
Die Komponenten der Raumbewegung von 61 Virginis sind U = –37,9, V = –35,3 und W = –24,7 km/s. 61 Virginis kreist innerhalb der Milchstraße in einer Entfernung von 6,9 Kiloparsec vom Zentrum mit einer Bahnexzentrizität von 0,15. Er gehört wahrscheinlich der Scheibenpopulation an.

## Planetensystem
Wie aufgrund der umgebenden Trümmerscheibe geschlossen werden kann, ist die Ekliptik des Planetensystems von 61 Virginis um 77° zum Sonnensystem geneigt. Der Stern selbst ist wahrscheinlich um 72° geneigt.
Eine Studie von 1988 ließ vermuten, dass 61 Virginis möglicherweise veränderlich ist, doch konnten keine Begleiter gefunden werden. Eine Folgestudie über elf Jahre hinweg konnte keinen Begleiter bis zur Masse des Jupiter und bis zu 3 AE Entfernung vom Stern nachweisen.
Am 14. Dezember 2009 verkündete eine Gruppe von Wissenschaftlern die Entdeckung von drei Planeten zwischen der fünf- und fünfundzwanzigfachen Masse der Erde in Umlaufbahnen um 61 Virginis. Alle drei Planeten umkreisen ihren Zentralstern in sehr geringer Entfernung. Übertragen auf das Sonnensystem, würden sich ihre Bahnen innerhalb der Bahn der Venus befinden.  Der äußerste der Planeten (61 Virginis d), konnte bisher noch nicht durch den Échelle-Spektrographen HARPS der ESO bestätigt werden.
Das Spitzer-Weltraumteleskop enthüllte einen Infrarotexzess bei einer Wellenlänge von 160 μm. Dies legt die Existenz einer Trümmerscheibe um 61 Virginis nahe. Die Scheibe konnte bei 70 μm aufgelöst werden. Es wurde zunächst ein innerer Radius von 96 AE und ein äußerer Radius von 195 AE Abstand vom Stern angenommen, mittlerweile jedoch ein solcher zwischen 30 und über 100 AE. Die vollständige Masse der Trümmerscheibe umfasst die 5 × 10−5fache Masse der Erde.
Am 27. November 2012 gab die European Space Agency (ESA) bekannt, dass die Trümmerscheibe von 61 Virginis (wie diejenige von Gliese 581) mindestens zehnmal so viele Kometen wie im Sonnensystem enthält. Die Existenz von Planeten mit größerer Masse als Saturn innerhalb von 6 AE Entfernung vom Stern wird derzeit (Stand: 2012) ausgeschlossen. Die ESA schließt weiter auch die Existenz von Planeten mit Saturnmasse jenseits davon aus.
Um die Möglichkeit von Planeten kleiner als Saturn zwischen 0,5 (0,3) und 30 AE Entfernung vom Stern bestätigen zu können, sind weitere Daten erforderlich. Ein Planet von Erdmasse in der habitablen Zone von 61 Virginis wäre denkbar, aber mit der derzeitigen Technologie nicht zu entdecken.
Planetensystem von 61 Virginis
| Planet (nach Entfernung vom Stern) | Entdeckung (Jahr) | Masse (in M♃) | Umlaufzeit (in Tagen) | Große Halbachse (in AE) | Exzentrizität |
| ---------------------------------- | ----------------- | ------------- | --------------------- | ----------------------- | ------------- |
| 61 Virginis b                      | 2009              | 0,016 ± 0,002 | 4,2150 ± 0,0006       | 0,050201 ± 0,000005     | 0,12 ± 0,11   |
| 61 Virginis c                      | 2009              | 0,057 ± 0,003 | 38,021 ± 0,034        | 0,2175 ± 0,0001         | 0,14 ± 0,06   |
| 61 Virginis d                      | 2009              | 0,072 ± 0,008 | 123,01 ± 0,55         | 0,476 ± 0,001           | 0,35 ± 0,09   |

## Himmelsanblick von 61 Virginis
Von 61 Virginis aus ist die Sonne ein nur schwach sichtbarer Stern nahe dem viel helleren Sirius. Der hellste Stern des Himmels ist Arktur mit −1,01 mag scheinbarer Helligkeit.